# Euproctis korinchi
Euproctis korinchi är en fjärilsart som beskrevs av Collenette 1938. Euproctis korinchi ingår i släktet Euproctis och familjen tofsspinnare. Inga underarter finns listade i Catalogue of Life.